# Jan Tomaka
Jan Walenty Tomaka (ur. 15 stycznia 1949 w Nowej Wsi) – polski polityk i geolog górniczy, poseł na Sejm RP IV, V i VI kadencji, samorządowiec.

## Życiorys
Ukończył w 1966 I Liceum Ogólnokształcące w Rzeszowie, następnie w 1971 Wydział Geologiczno-Poszukiwawczy Akademii Górniczo-Hutniczej. Przewodniczył radzie wydziałowej Zrzeszenia Studentów Polskich. W latach 1971–1982 pracował w Urzędzie Wojewódzkim w Rzeszowie, a także w Przedsiębiorstwie Hydrogeologicznym w Krakowie (1972–1976) oraz Biurze Projektów Wodnych Melioracji w Rzeszowie jako kierownik pracowni (1982–1990). Był członkiem Polskiego Zrzeszenia Inżynierów i Techników Sanitarnych, zasiadł w zarządzie LKS „Piast” Nowa Wieś, pełnił funkcję wiceprzewodniczącego Stowarzyszenia im. Jana Pawła II w Rzeszowie.
Od 1990 do 1998 pełnił funkcję radnego gminy Trzebownisko. W latach 1990–1993 i 1994–1998 zajmował stanowisko wójta tej gminy. Od maja 1993 do lutego 1994 był wicewojewodą rzeszowskim. W wyborach parlamentarnych w 1997 kandydował do Sejmu z listy Akcji Wyborczej Solidarność. W latach 1998–2001 sprawował mandat radnego sejmiku podkarpackiego (z listy AWS), od 1999 zajmował stanowisko wicemarszałka województwa.
W latach 1969–1975 należał do Zjednoczonego Stronnictwa Ludowego. W okresie 1997–2001 działał w Stronnictwie Konserwatywno-Ludowym, kierując strukturami partii w Rzeszowie. Od 2001 związany z Platformą Obywatelską, w latach 2001–2004 przewodniczył zarządowi partii w województwie podkarpackim.
Od 2001 do 2011 sprawował mandat poselski w ramach IV, V i VI kadencji. W 2004 bez powodzenia kandydował do Parlamentu Europejskiego (od maja do lipca tegoż roku sprawował mandat europosła w ramach delegacji krajowej). Zrzekł się mandatu poselskiego w kwietniu 2011, w związku z objęciem stanowiska prezesa zarządu Wojewódzkiego Funduszu Ochrony Środowiska i Gospodarki Wodnej w Rzeszowie. Funkcję tę pełnił do grudnia 2013. W 2018 bezskutecznie kandydował do sejmiku województwa.

## Życie prywatne
Żonaty, ma czwórkę dzieci. Właściciel gospodarstwa rolnego.